# Mirjaveh (shahrestan)
Mirjaveh (persiska: شهرستان میرجاوه, Shahrestan-e Mirjaveh) är en delprovins (shahrestan) i Iran. Den ligger i provinsen Sistan och Baluchistan, i den sydöstra delen av landet, vid gränsen mot Pakistan. Administrativt centrum är staden Mirjaveh.
Delprovinsen hade 45 357 invånare vid folkräkningen 2016.